# Nomada advena
Nomada advena är en biart som beskrevs av Smith 1860. Nomada advena ingår i släktet gökbin, och familjen långtungebin. Inga underarter finns listade i Catalogue of Life.